# Omega European Masters

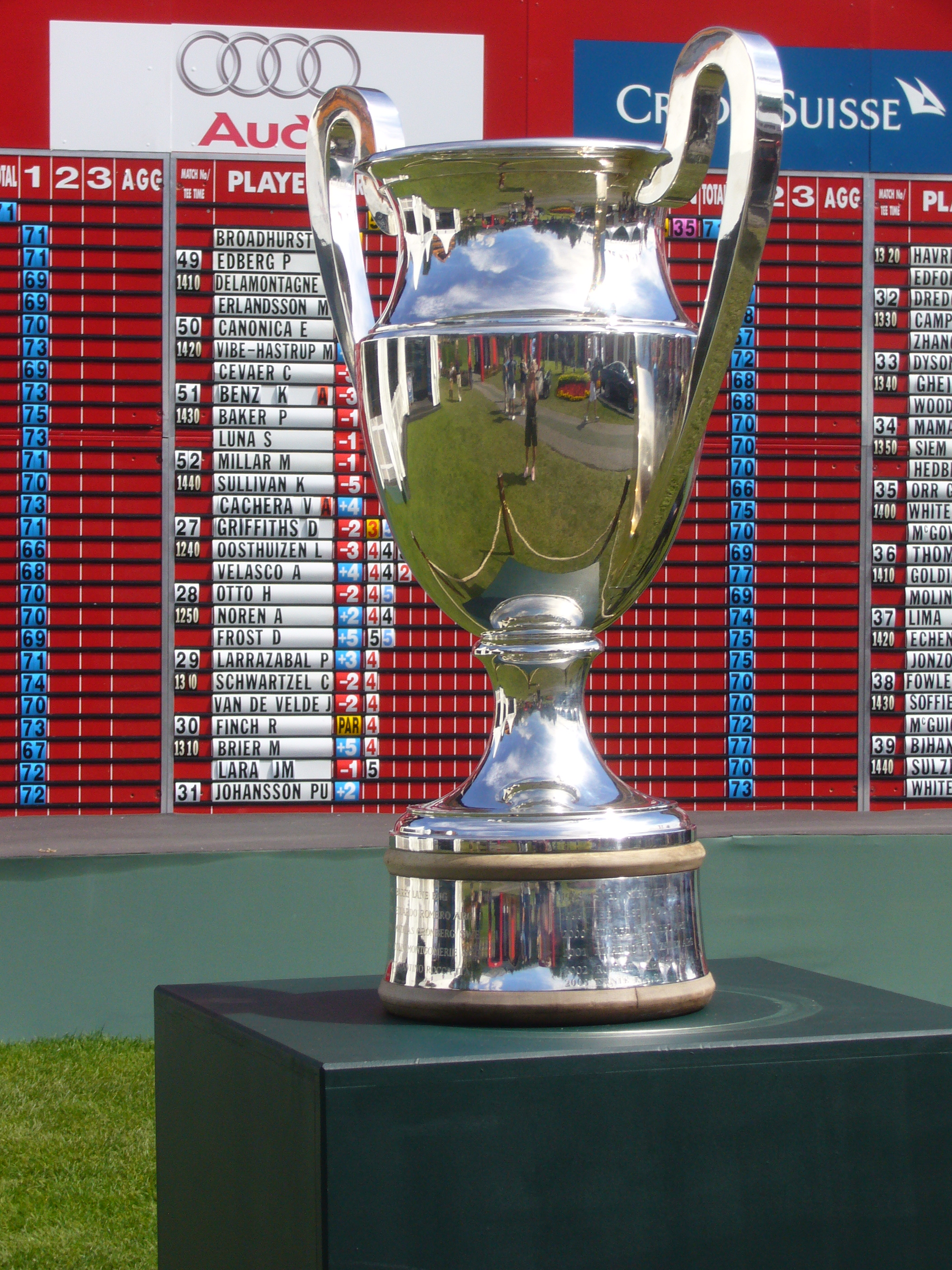
Swiss Open Trophy

Die Omega European Masters ist ein traditionsreiches Golfturnier der PGA European Tour, das alljährlich Anfang September ausgetragen wird. Seit der Einführung der European Tour im Jahre 1971 ist die Veranstaltung fixer Bestandteil im Kalender dieser erstklassigen Turnierserie.

## Geschichte
Der Vorgänger dieses Turnieres waren die Swiss Open, die erstmals im Jahre 1923 durchgeführt wurden, und den Schotten Alec Ross (Sieger der US Open von 1907) als Gewinner verzeichneten. Bis 1981 lief die Veranstaltung unter dieser Bezeichnung, 1982 Ebel Swiss Open, und danach wurde der Name auf Ebel European Masters Swiss Open erweitert. Für ein Jahr (1991) hieß das Turnier Canon European Masters Swiss Open, und von 1992 bis 2000 Canon European Masters. Seit 2001 lautet die Bezeichnung Omega European Masters.

## Austragungsort
Das Turnier wird auf dem, in 1500 Metern Seehöhe gelegenen, Golf-Club Crans-sur-Sierre in Crans-Montana ausgetragen. Der Parcours beeindruckt durch das Panorama der umliegenden Walliser Alpen. Aufgrund der Höhenlage vergrößern sich die Schlagweiten um etwa 10 Prozent, was besonders bei den Drives der Tourspieler zu bemerkenswerten Längen führt.

## Preisgeld
Die Gesamtdotierung der Omega European Masters beträgt aktuell 2,5 Mio. € und liegt damit etwas unterhalb des durchschnittlichen Preisgeldes auf der European Tour.

## Sieger seit 1923
| Jahr                              | Sieger                          | Nationalität                    |
| Omega European Masters            | Omega European Masters          | Omega European Masters          |
| --------------------------------- | ------------------------------- | ------------------------------- |
| 2024                              | Matt Wallace                    | England                         |
| 2023                              | Ludvig Åberg                    | Schweden                        |
| 2022                              | Thriston Lawrence               | Südafrika                       |
| 2021                              | Rasmus Højgaard                 | Dänemark                        |
| 2020                              | kein Turnier, COVID-19-Pandemie | kein Turnier, COVID-19-Pandemie |
| 2019                              | Sebastian Söderberg             | Schweden                        |
| 2018                              | Matt Fitzpatrick                | England                         |
| 2017                              | Matt Fitzpatrick                | England                         |
| 2016                              | Alex Norén                      | Schweden                        |
| 2015                              | Danny Willett                   | England                         |
| 2014                              | David Lipsky                    | Vereinigte Staaten              |
| 2013                              | Thomas Bjørn                    | Dänemark                        |
| 2012                              | Richie Ramsay                   | Schottland                      |
| 2011                              | Thomas Bjørn                    | Dänemark                        |
| 2010                              | Miguel Ángel Jiménez            | Spanien                         |
| 2009                              | Alex Norén                      | Schweden                        |
| 2008                              | Jean-François Lucquin           | Frankreich                      |
| 2007                              | Brett Rumford                   | Australien                      |
| 2006                              | Bradley Dredge                  | Wales                           |
| 2005                              | Sergio García                   | Spanien                         |
| 2004                              | Luke Donald                     | England                         |
| 2003                              | Ernie Els                       | Südafrika                       |
| 2002                              | Robert Karlsson                 | Schweden                        |
| 2001                              | Ricardo González                | Argentinien                     |
| Canon European Masters            |                                 |                                 |
| 2000                              | Eduardo Romero                  | Argentinien                     |
| 1999                              | Lee Westwood                    | England                         |
| 1998                              | Sven Strüver                    | Deutschland                     |
| 1997                              | Costantino Rocca                | Italien                         |
| 1996                              | Colin Montgomerie               | Schottland                      |
| 1995                              | Mathias Grönberg                | Schweden                        |
| 1994                              | Eduardo Romero                  | Argentinien                     |
| 1993                              | Barry Lane                      | England                         |
| 1992                              | Jamie Spence                    | England                         |
| Canon European Masters Swiss Open |                                 |                                 |
| 1991                              | Jeff Hawkes                     | Südafrika                       |
| Ebel European Masters Swiss Open  |                                 |                                 |
| 1990                              | Ronan Rafferty                  | Irland                          |
| 1989                              | Seve Ballesteros                | Spanien                         |
| 1988                              | Chris Moody                     | England                         |
| 1987                              | Anders Forsbrand                | Schweden                        |
| 1986                              | José María Olazábal             | Spanien                         |
| 1985                              | Craig Stadler                   | Vereinigte Staaten              |
| 1984                              | Jerry Anderson                  | Kanada                          |
| 1983                              | Nick Faldo                      | England                         |
| Ebel Swiss Open                   |                                 |                                 |
| 1982                              | Ian Woosnam                     | Wales                           |
| Swiss Open                        |                                 |                                 |
| 1981                              | Manuel Piñero                   | Spanien                         |
| 1980                              | Nick Price                      | Simbabwe                        |
| 1979                              | Hugh Baiocchi                   | Südafrika                       |
| 1978                              | Seve Ballesteros                | Spanien                         |
| 1977                              | Seve Ballesteros                | Spanien                         |
| 1976                              | Manuel Piñero                   | Spanien                         |
| 1975                              | Dale Hayes                      | Südafrika                       |
| 1974                              | Bob Charles                     | Neuseeland                      |
| 1973                              | Hugh Baiocchi                   | Südafrika                       |
| 1972                              | Graham Marsh                    | Australien                      |
| 1971                              | Peter Townsend                  | England                         |
| 1970                              | Graham Marsh                    | Australien                      |
| 1969                              | Roberto Bernardini              | Italien                         |

| Jahr | Preisträger        | Nationalität          |
| ---- | ------------------ | --------------------- |
| 1968 | Roberto Bernardini | Italien               |
| 1967 | Randall Vines      | Australien            |
| 1966 | Alfonso Angelini   | Italien               |
| 1965 | Harold Henning     | Südafrika             |
| 1964 | Harold Henning     | Südafrika             |
| 1963 | Dai Rees           | Wales                 |
| 1962 | Bob Charles        | Neuseeland            |
| 1961 | Kel Nagle          | Australien            |
| 1960 | Harold Henning     | Südafrikanische Union |
| 1959 | Dai Rees           | Wales                 |
| 1958 | Ken Bousfield      | England               |
| 1957 | Alfonso Angelini   | Italien               |
| 1956 | Dai Rees           | Wales                 |
| 1955 | Flory Van Donck    | Belgien               |
| 1954 | Bobby Locke        | Südafrikanische Union |
| 1953 | Flory Van Donck    | Belgien               |
| 1952 | Ugo Grappasonni    | Italien               |
| 1951 | Eric Brown         | Schottland            |
| 1950 | Aldo Casera        | Italien               |
| 1949 | Marcel Dallemagne  | Frankreich            |
| 1948 | Ugo Grappasonni    | Italien               |
| 1947 | kein Turnier       | kein Turnier          |
| 1946 | kein Turnier       | kein Turnier          |
| 1945 | kein Turnier       | kein Turnier          |
| 1944 | kein Turnier       | kein Turnier          |
| 1943 | kein Turnier       | kein Turnier          |
| 1942 | kein Turnier       | kein Turnier          |
| 1941 | kein Turnier       | kein Turnier          |
| 1940 | kein Turnier       | kein Turnier          |
| 1939 | Fifi Calavo        | Frankreich            |
| 1938 | Jean Saubaber      | Frankreich            |
| 1937 | Marcel Dallemagne  | Frankreich            |
| 1936 | Francis Francis    | England               |
| 1935 | Auguste Boyer      | Frankreich            |
| 1934 | Auguste Boyer      | Frankreich            |
| 1933 | kein Turnier       | kein Turnier          |
| 1932 | kein Turnier       | kein Turnier          |
| 1931 | Marcel Dallemagne  | Frankreich            |
| 1930 | Auguste Boyer      | Frankreich            |
| 1929 | Alex Wilson        | England               |
| 1928 | kein Turnier       | kein Turnier          |
| 1927 | kein Turnier       | kein Turnier          |
| 1926 | Alec Ross          | Schottland            |
| 1925 | Alec Ross          | Schottland            |
| 1924 | Percy Boomer       | England               |
| 1923 | Alec Ross          | Schottland            |